# Tinatin Dalakischwili

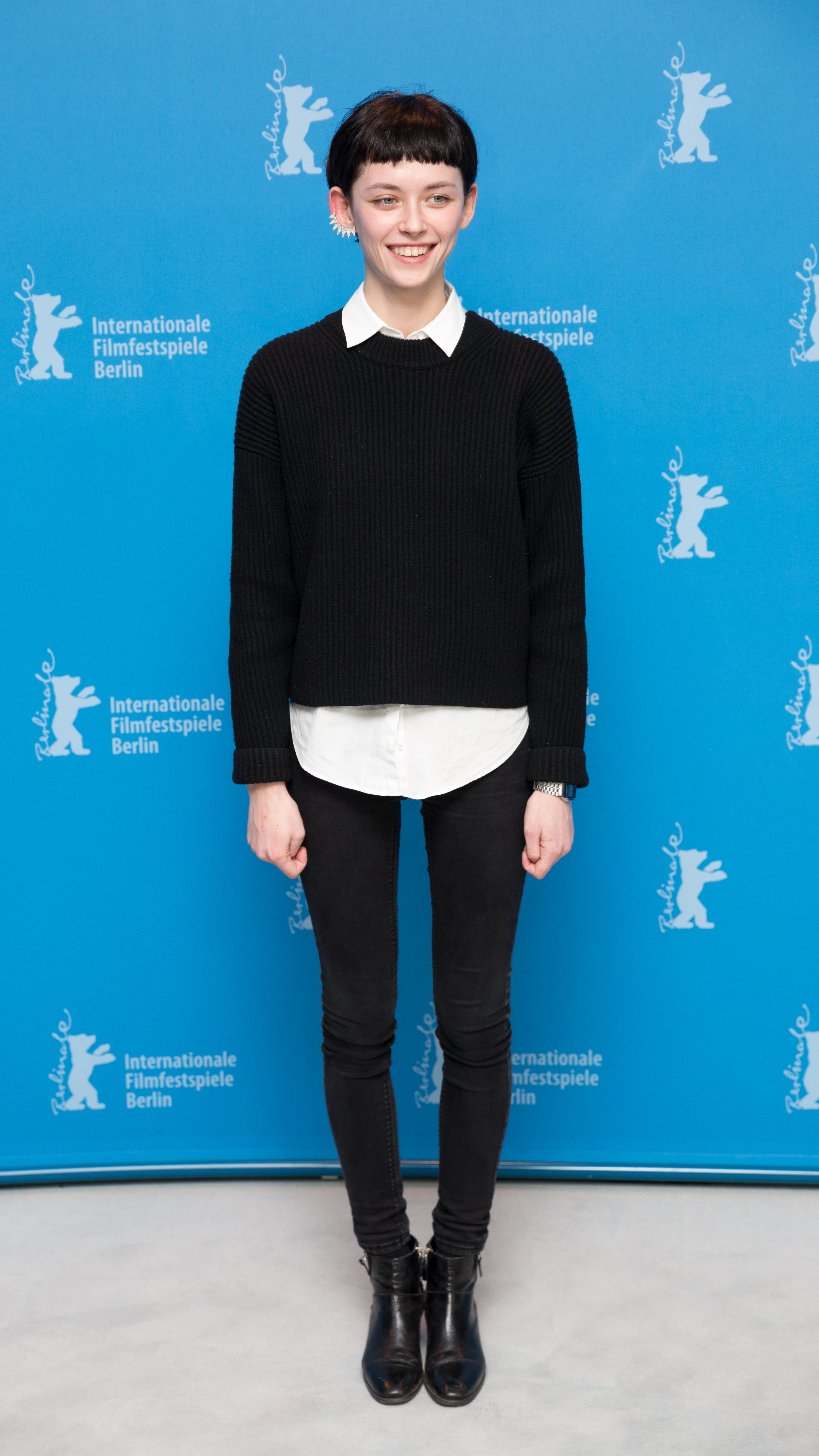
Tina Dalakischwili, 2017

Tinatin „Tina“ Dalakischwili (georgisch თინათინ დალაქიშვილი, russisch Тинатин Далакишвили, englische Transkription Tinatin Dalakishvili; * 2. Februar 1991 in Tiflis, GSSR, Sowjetunion) ist eine georgische Schauspielerin und Model.

## Leben
Dalakischwili wurde am 2. Februar 1991 in Tiflis geboren. Ihr Vorname ist das georgische Wort für Sonnenstrahl. Sie spricht neben Georgisch Englisch und Russisch fließend. Obwohl sie das Schauspiel niemals professionell erlernte, erhielt die gelernte Landschaftsgestalterin im Alter von 17 Jahren ihre erste Rolle in dem 2010 erschienenen Spielfilm SeaZone. Von 2011 bis 2015 mimte sie in 70 Episoden der Fernsehserie My Wife’s Girlfriends die Rolle der Anuki. In den nächsten Jahren erhielt sie Besetzungen in mehreren Kurz- und Spielfilmen.
Dabei kamen ihr ihre Mehrsprachigkeit zugute. 2014 erhielt sie in der britisch-georgischen Filmproduktion Tbilisi, I Love You die Rolle der Nini und durfte neben Schauspielgrößen wie Malcolm McDowell und Ron Perlman performen. 2019 übernahm sie die Hauptrolle der Abigail Foster im Fantasy-Abenteuerfilm Rebellion der Magier. Seit demselben Jahr lebt sie mit ihrem Freund, dem Mitbegründer und Direktor einer Kreativagentur, Nikusha Antadze zusammen.

## Filmografie (Auswahl)
- 2010: SeaZone (Seazone)
- 2011–2015: My Wife’s Girlfriends (Fernsehserie, 70 Episoden)
- 2012: The Guardian (Bolo gaseirneba/Опекун)
- 2012: Love with an Accent (Lyubov s aktsentom/Любовь с акцентом)
- 2014: Tbilisi, I Love You
- 2014: The Star (Zvezda/Звезда)
- 2014: Eshmakis Borbali (Чёртово колесо) (Sprechrolle)
- 2014: Barefooted (Kurzfilm)
- 2014: Lost in Escapade (Kurzfilm)
- 2015: Gadakargulebi (Kurzfilm)
- 2016: Intérieur nuit
- 2017: Hostages (Zalozhniki/Заложники)
- 2017: About Love 2 (Pro lyubov. Tolko dlya vzroslykh/Про любовь. Только для взрослых)
- 2019: From Georgia to Georgia (Kurzfilm)
- 2019: Rebellion der Magier (Abigail/Эбигейл)
- 2020: Fairy (Feya/Фея)
- 2020: Let It Snow
- 2021: Medea
- 2021: Axel (Kurzfilm)
- 2022: The Undeclared War (Fernsehserie, 4 Episoden)
- 2023: Tyler Rake: Extraction 2 (Extraction 2)
- 2024: Changing Signs (Fernsehserie, 2 Episoden)